# Saint-Hilaire-du-Bois, Charente-Maritime
Saint-Hilaire-du-Bois là một xã ở tỉnh Charente-Maritime thuộc vùng Nouvelle-Aquitaine tây nam nước Pháp.

## Dân số
| Năm  | Dân số | Mật độ |
| ---- | ------ | ------ |
| 1962 | 196    | -      |
| 1968 | 197    | -      |
| 1975 | 192    | -      |
| 1982 | 195    | -      |
| 1990 | 273    | -      |
| 1999 | 281    | 37/km² |

- Xã của tỉnh Charente-Maritime